# Министерство сельского хозяйства Латвии
Министерство сельского хозяйства Латвии (латыш. Latvijas Republikas Zemkopības ministrija), также Министерство земледелия — государственное учреждение Латвийской Республики в области сельского, лесного и рыбного хозяйства. Министерство сельского хозяйства было создано 1 сентября 1993 года.

## Структура
Министерство содержит 11 департаментов:
- Департамент сельского хозяйства
- Лесной департамент
- Департамент рыболовства
- Ветеринарно-пищевой отдел
- Департамент международных отношений и стратегического анализа
- Юридический департамент
- Департамент бюджета и финансов
- Департамент поддержки развития сельского хозяйства
- Отдел рынка и прямой поддержки
- Аудиторский департамент
- Департамент прессы и связей с общественностью
- Административный департамент